# Nickelodeon Kids’ Choice Awards 2017

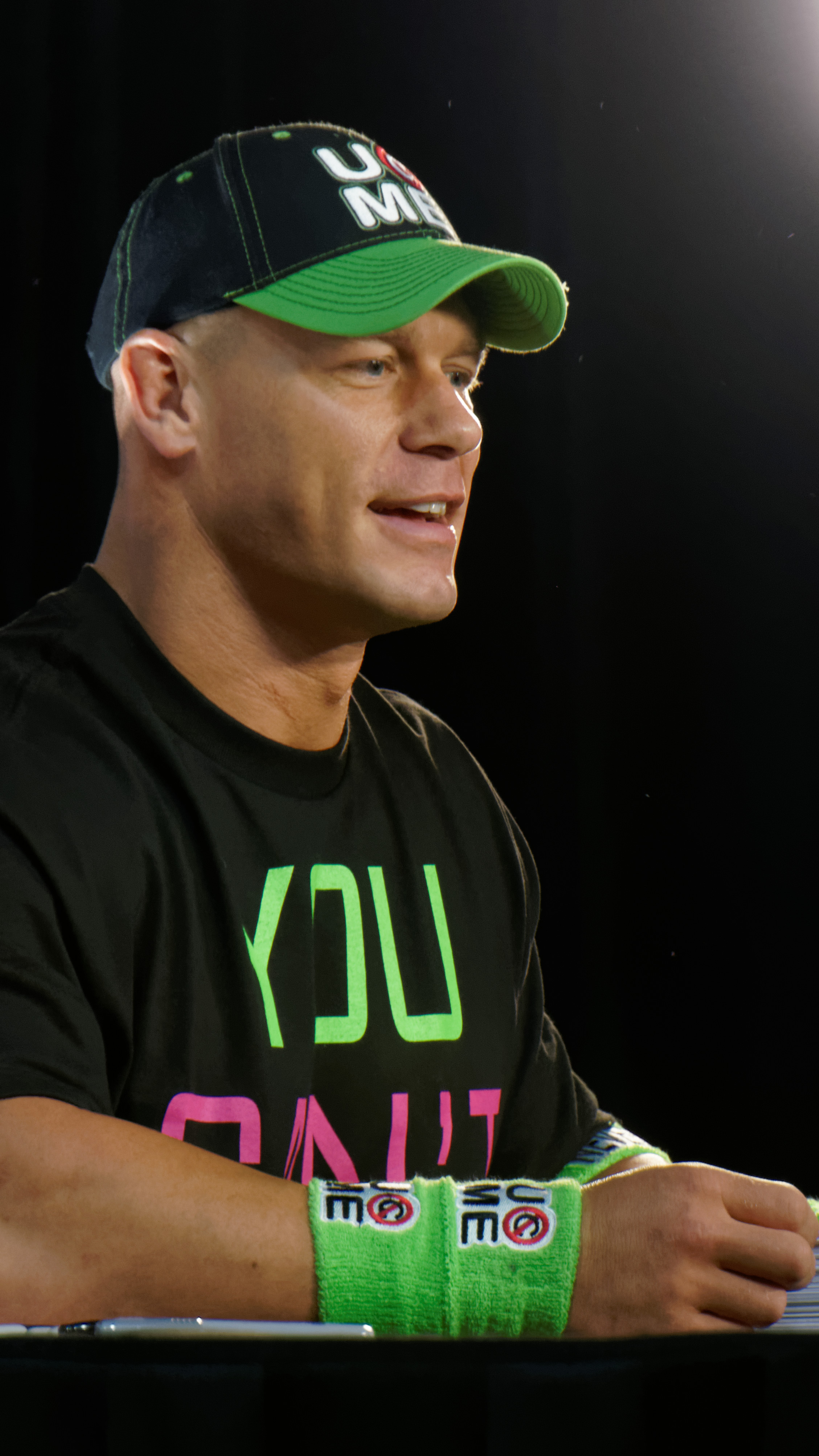
Moderator John Cena (2014)

Die Nickelodeon Kids’ Choice Awards 2017 (KCA) fanden am 11. März 2017 im Galen Center der University of Southern California in Los Angeles statt. Es war die 30. US-amerikanische Preisverleihung der Blimps. Dies sind orangefarbene, zeppelinförmige Trophäen mit dem Logo des Senders Nickelodeon, die in 28 Kategorien vergeben wurden. International wurden weitere Kategorien gekürt – so im deutschsprachigen Raum für den Lieblingsstar und Lieblings-Videoblogger. Der Moderator der Verleihung war der Wrestler John Cena. Die Vorberichte vom „orangen Teppich“ namens Orange Carpet Pre-Show wurden von Daniella Monet und Meg DeAngelis moderiert. Sascha Quade moderierte die begleitende deutschsprachige Veranstaltung auf dem Gelände der Kulturbrauerei in Berlin, die am 12. März 2017 ausgestrahlt wurde.

## Live-Auftritte
Jacob Sartorius sang vor Beginn bei der Vorab-Show vom „orangen Teppich“ den Titel By Your Side. Der Rapper Machine Gun Kelly präsentierte zusammen mit Camila Cabello den Song Bad Things, und Little Mix traten mit einem Medley ihrer Singles Touch und Shout Out to My Ex auf.

## Schleimduschen
Zur Belustigung erhalten jedes Jahr einige Prominente eine grüne Schleimdusche. Nickelodeon versteht dies als höchste Würdigung. In diesem Jahr waren die Sängerin Demi Lovato, die Schauspieler Chris Pratt und Kevin Hart sowie der Moderator John Cena an der Reihe. In Berlin erhielten zudem die Lochis eine Schleimdusche.

## Kategorien
Die Nominierungen wurden am 2. Februar 2017 bekannt gegeben. Seit diesem Tag konnten Kinder und Jugendliche über die Internetseiten von Nickelodeon, die Nick-App, Twitter und Facebook für ihre Kandidaten stimmen.
Die Gewinner sind fett angegeben.

### Fernsehen
| - Henry Danger - Das Leben und Riley - Die Thundermans - Game Shakers - Nicky, Ricky, Dicky & Dawn - Fuller House - Black-ish - Marvel’s Agents of S.H.I.E.L.D. - Supergirl - The Big Bang Theory - The Flash - Zendaya – K.C. Undercover - Breanna Yde – School of Rock - Dove Cameron – Liv und Maddie - Kira Kosarin – Die Thundermans - Lizzy Greene – Nicky, Ricky, Dicky & Dawn - Rowan Blanchard – Das Leben und Riley - Jace Norman – Henry Danger - Aidan Gallagher – Nicky, Ricky, Dicky & Dawn - Benjamin Flores, Jr. – Game Shakers - Casey Simpson – Nicky, Ricky, Dicky & Dawn - Jack Griffo – Die Thundermans - Tyrel Jackson Williams – S3 – Stark, schnell, schlau | - SpongeBob Schwammkopf - Alvin und die Chipmunks - Die fantastische Welt von Gumball - Teen Titans Go! - Teenage Mutant Ninja Turtles - Willkommen bei den Louds - America’s Got Talent - America’s Funniest Home Videos - American Ninja Warrior - Paradise Run - Shark Tank - The Voice |

### Film
| - Ghostbusters (2016) - Batman v Superman: Dawn of Justice - Elliot, der Drache - Rogue One: A Star Wars Story - Teenage Mutant Ninja Turtles: Out of the Shadows - The First Avenger: Civil War - Melissa McCarthy – Ghostbusters (2016) - Amy Adams – Batman v Superman: Dawn of Justice - Felicity Jones – Rogue One: A Star Wars Story - Kristen Wiig – Ghostbusters (2016) - Megan Fox – Teenage Mutant Ninja Turtles: Out of the Shadows - Scarlett Johansson – The First Avenger: Civil War - Chris Hemsworth – Ghostbusters (2016) - Ben Affleck – Batman v Superman: Dawn of Justice - Chris Evans – The First Avenger: Civil War - Henry Cavill – Batman v Superman: Dawn of Justice - Robert Downey Jr. – The First Avenger: Civil War - Will Arnett – Teenage Mutant Ninja Turtles: Out of the Shadows - Findet Dorie - Sing - Pets - Trolls - Vaiana - Zoomania - Ellen DeGeneres – Findet Dorie als Dorie - Anna Kendrick – Trolls als Prinzessin Poppy - Dwayne Johnson – Vaiana als Māui - Justin Timberlake – Trolls als Branch - Kevin Hart – Pets als Snowball - Reese Witherspoon – Sing als Rosita - Chris Evans – The First Avenger: Civil War - Ben Affleck – Batman v Superman: Dawn of Justice - Chris Hemsworth – The Huntsman & The Ice Queen - Felicity Jones – Rogue One: A Star Wars Story - Henry Cavill – Batman v Superman: Dawn of Justice - Jennifer Lawrence – X-Men: Apocalypse - Scarlett Johansson – The First Avenger: Civil War - Zoe Saldana – Star Trek Beyond | - Kevin Hart – Pets als Snowball - Charlize Theron – The Huntsman & The Ice Queen als Königin Ravenna - Helena Bonham Carter – Alice im Wunderland: Hinter den Spiegeln als Iracebeth, die Rote Königin - Idris Elba – Star Trek Beyond als Krall - Spencer Wilding – Rogue One: A Star Wars Story als Darth Vader - Will Ferrell – Zoolander 2 als Jacobim Mugatu - Kevin Hart & Dwayne Johnson – Central Intelligence - Ben Stiller & Owen Wilson – Zoolander 2 - Chris Pine & Zachary Quinto – Star Trek Beyond - Kevin Hart & Ice Cube – Ride Along: Next Level Miami - Neel Sethi & Bill Murray – The Jungle Book - Ruby Barnhill & Mark Rylance – BFG – Big Friendly Giant - Ginnifer Goodwin & Jason Bateman – Zoomania - Anna Kendrick & Justin Timberlake – Trolls - Ben Affleck & Henry Cavill – Batman v Superman: Dawn of Justice - Charlize Theron & Emily Blunt – The Huntsman & The Ice Queen - Chris Evans & Robert Downey Jr. – The First Avenger: Civil War - Dwayne Johnson & Auliʻi Cravalho – Vaiana - Snowball – Pets - Balu – The Jungle Book - Dorie – Findet Dorie - Po – Kung Fu Panda 3 - Red – Angry Birds – Der Film - Rosita – Sing - Findet Dorie - Ghostbusters (2016) - Rogue One: A Star Wars Story - Teenage Mutant Ninja Turtles: Out of the Shadows - The First Avenger: Civil War - X-Men: Apocalypse |

### Musik
| - Fifth Harmony - Maroon 5 - OneRepublic - Pentatonix - The Chainsmokers - Twenty One Pilots - Selena Gomez - Adele - Ariana Grande - Beyoncé - Meghan Trainor - Rihanna - Shawn Mendes - Bruno Mars - Drake - Justin Bieber - Justin Timberlake - The Weeknd - Little Mix – Vereinigtes Königreich - 5 Seconds of Summer – Australien - BIGBANG – Südkorea - Bruno Mars – Nordamerika - Shakira – Südamerika - Zara Larsson – Schweden - Twenty One Pilots - Daya - Hailee Steinfeld - Kelsea Ballerini - Lukas Graham - Rae Sremmurd - Solange Knowles - The Chainsmokers | - Work from Home – Fifth Harmony feat. Ty Dolla Sign - 24K Magic – Bruno Mars - Can’t Stop the Feeling! – Justin Timberlake - Heathens – Twenty One Pilots - Send My Love (To Your New Lover) – Adele - Side to Side – Ariana Grande feat. Nicki Minaj - Juju on That Beat – Zay Hilfigerrr & Zayion McCall - 24K Magic – Bruno Mars - Can’t Stop the Feeling! – Justin Timberlake - Formation – Beyoncé - Me Too – Meghan Trainor - Stressed Out – Twenty One Pilots - Suicide Squad: The Album - Ein ganzes halbes Jahr: Original Motion Picture Soundtrack - Sing: Original Motion Picture Soundtrack - The Hamilton Mixtape - Trolls: Original Motion Picture Soundtrack - Vaiana: Original Motion Picture Soundtrack - Calvin Harris - DJ Snake - Major Lazer - Martin Garrix - Skrillex - Zedd - JoJo Siwa - Carson Lueders - Jacob Sartorius - Johnny Orlando - MattyB - Tiffany Alvord |

### Andere

#### Lieblings-Videospiel
- Just Dance 2017
- LEGO Marvel’s Avengers
- LEGO Star Wars: Das Erwachen der Macht
- Minecraft: Story Mode
- Paper Mario: Color Splash
- Pokémon Mond

### Deutschland, Österreich, Schweiz
Zusätzlich zu den US-amerikanischen Kategorien konnte im deutschsprachigen Raum für den Lieblingsstar und Lieblings-Videoblogger abgestimmt werden. Diese Auszeichnungen wurden in Berlin auf dem Gelände der Kulturbrauerei vergeben und von Sascha Quade moderiert. Die Darsteller der Nick-Serie Spotlight überreichten den Blimp an die Lochis. Weitere Gäste waren YouTuber Sami Slimani, Rapper Fargo, Tänzerin Nikeata Thompson und die deutsche SpongeBob-Schwammkopf-Stimme Santiago Ziesmer.
| - Lukas Rieger - Lena Gercke - Lina Larissa Strahl & Lisa-Marie Koroll (Bibi und Tina) - Wincent Weiss | - Die Lochis - DominoKati - Julien Bam - Dagi Bee |